# Clemence Housman
Clemence Housman, née le 23 novembre 1861 à Bromsgrove et décédée le 6 décembre 1955, est une auteure, illustratrice et militante du mouvement pour le droit de vote des femmes au Royaume-Uni. Elle est une figure de proue du mouvement des suffragettes.

## Biographie
Originaire du Worcestershire, Clemence Annie Housman est la sœur d'Alfred Edward Housman et de Laurence Housman. À partir de 1883, elle fréquente la South London School of Technical Art, où elle se perfectionne notamment à la gravure sur bois. Elle travaille un temps comme graveuse pour des papiers et journaux illustrés tel The Graphic.
En 1908, Clemence Housman s'inscrit à la Women's Social and Political Union (WSPU). En 1909, elle est cofondatrice, avec son frère Laurence Housman, du Suffrage Atelier, avec lequel elle conçoit des banderoles pour le mouvement du suffrage féminin entre 1908 et 1914,,.
En 1910, elle devient membre du comité de la Women's Tax Resistance League. Elle est arrêtée le 30 septembre 1911, pour non-paiement d'impôts, avant d’être emprisonnée à la prison de Holloway. Elle est libérée au bout d'une semaine seulement, à la suite des protestations et des manifestations de ses partisans.
Clemence Housman vit avec son frère Laurence Housman pendant une grande partie de sa vie. Après la Première Guerre mondiale, la fratrie s'installe dans un cottage dans le village d'Ashley dans le Hampshire. En 1924, ils déménagent à Street, dans le Somerset,.

## Carrière littéraire
Clémence Housman est l’autrice de trois romans. Elle a également illustré un certain nombre de textes de son frère Laurence Housman. Son premier roman, The Were-wolf publié en 1896, est un fantasme érotique allégorique mettant en scène une louve-garou, et qualifié à l'époque de "petit classique du genre",.  
Son second ouvrage, The Life of Sir Aglovale de Galis, est un conte fantastique autour de la légende du Roi Arthur. En 1923, elle publie The Drawn Arrow, une courte fable qui se déroule dans un royaume du désert.

## Bibliographie

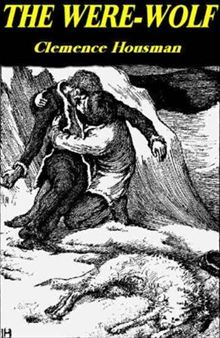
Couverture de The were-wolf, London, J. Lane at the Bodley Head, 1896.

### En tant qu'auteure
- The were-wolf, London: J. Lane at the Bodley Head, illustré par Laurence Housman, 1896.
- Unknown sea, Londres, Duckworth, 1898.
- The Life of Sir Aglovale de Galis, Londres, Methuen, 1905.

### En tant qu'illustratrice
- The Blue Moon de Laurence Housman, illustrations de Laurence Housman, gravures de Clemence Housman, 1904 , réédition Dodo Press, 84p, 2008,  (ISBN 9781406568844)
- Moonshine & clover de Laurence Housman, Illustrations de Clemence Housman, New York, Harcourt, Brace, 1922, OCLC 6553308, OL 7073215M